# Túi mua sắm có thể tái sử dụng

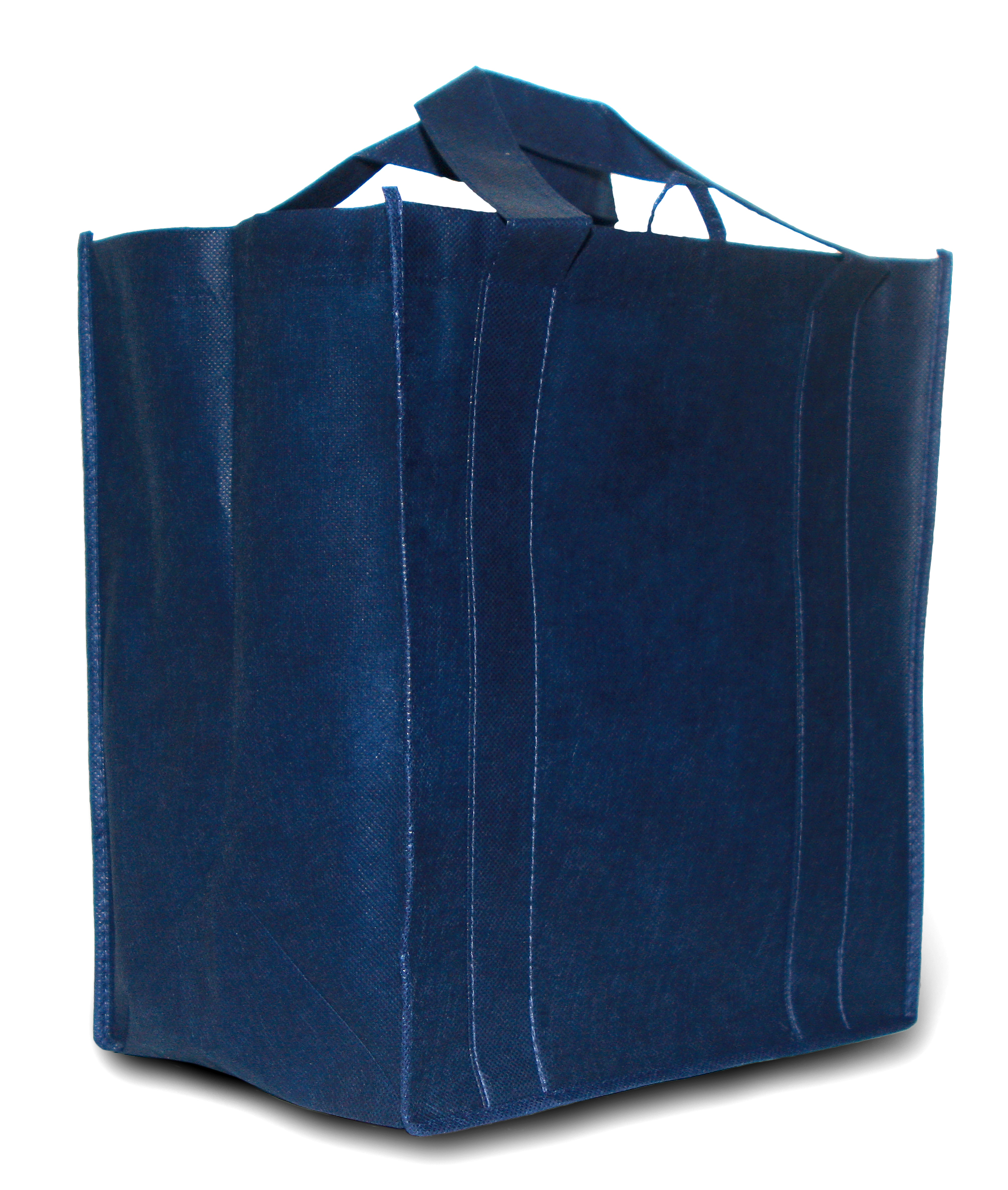
Túi mua sắm tái sử dụng màu xanh

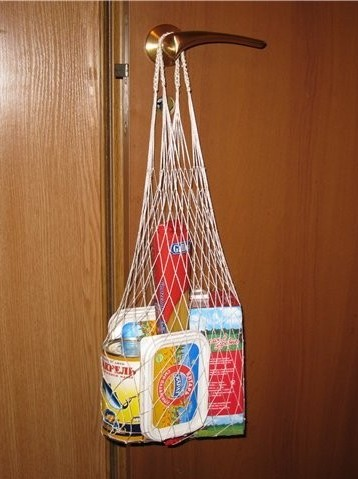
Túi dây với các mặt hàng mua sắm

Túi mua sắm có thể tái sử dụng, đôi khi được gọi là túi dùng cả đời ở Anh, là một loại túi mua sắm có thể được tái sử dụng nhiều lần. Nó là một thay thế cho túi giấy hoặc nhựa sử dụng một lần. Nó thường là túi tote làm từ vải như canvas, sợi tự nhiên như đay, sợi tổng hợp dệt, hoặc nhựa dày bền hơn túi nhựa dùng một lần, cho phép sử dụng nhiều lần.
Túi mua hàng có thể tái sử dụng là một loại túi vận chuyển, được bày bán trong các siêu thị và cửa hàng may mặc. Trong một nghiên cứu năm 2011 về các chuỗi bán lẻ của Hoa Kỳ (được tài trợ bởi một nhóm ủng hộ doanh nghiệp phản đối lệnh cấm túi nhựa), 23% túi tái sử dụng được phát hiện có mức độ chì cao hơn tiêu chuẩn 100 ppm được coi là an toàn cho bao bì sản phẩm. không có nguy cơ làm ô nhiễm thực phẩm, dẫn đến việc một số chuỗi thay đổi nhà cung cấp. Túi tái sử dụng đòi hỏi nhiều năng lượng hơn để sản xuất so với túi mua sắm bằng nhựa thông thường. Một túi có thể tái sử dụng đòi hỏi lượng năng lượng tương đương với khoảng 28 túi mua sắm bằng nhựa truyền thống hoặc 8 túi giấy. Theo Nick Sterling, giám đốc nghiên cứu tại Natural Capitalism Solutions, "Nếu được sử dụng một lần mỗi tuần, bốn hoặc năm túi tái sử dụng sẽ thay thế 520 túi nhựa mỗi năm". Một nghiên cứu do Cơ quan Môi trường Vương quốc Anh ủy quyền vào năm 2005 cho thấy rằng túi bông trung bình chỉ được sử dụng 51 lần trước khi bị vứt bỏ. Trong một số trường hợp, túi tái sử dụng cần được sử dụng hơn 100 lần trước khi chúng trở nên tốt hơn cho môi trường so với túi nhựa sử dụng một lần.